# رحیم‌آباد (چشمه زیارت، سه)
رحیم‌آباد روستایی در دهستان چشمه زیارت بخش مرکزی شهرستان زاهدان استان سیستان و بلوچستان ایران است.

## جمعیت
بر پایه سرشماری عمومی نفوس و مسکن در سال ۱۳۹۵ جمعیت این روستا ۱۸۹ نفر (۵۷خانوار) بوده‌است.